# Rava (Localité)
Pour les articles homonymes, voir Rava (homonymie).
Rava est un village de la municipalité de Zadar (Comitat de Zadar) en Croatie. Au recensement de 2011, la ville comptait 117 habitants.